# Peter Mauchan
Peter Mauchan   (Glasgow, 1882 - Halifax, 5 de novembre de 1943), també conegut com a Peter Manchan o Mauchen, va ser un futbolista escocès, conegut per jugar a l'Escocès FC i al FC Barcelona. Sovint es confon amb el seu germà David, qui va ser el fundador del CD Júpiter, però no és possible, ja que aquest últim va néixer al 1895.

## Biografia

### Primers anys
Peter va néixer el 1882 a Glasgow, Escòcia, fill de William Mauchan i Elizabeth Stewart. Degut a la professió tèxtil del seu pare, la família es va traslladar a Nottingham entre el 1884 i 1887. Quan la Johnston, Shields & Co. va inaugurar la factoria de Sant Martí de Provençals, els Mauchan es van mudar a l'ara barri de la Ciutat Comtal.

### Escocès FC
Un grup de treballadors escocesos de la fàbrica Fabra i Portabella, la predecessora de la Fabra & Coats, junt amb uns altres de la fàbrica La Escocesa, de la Johnston, Shields & Co., van fundar es FC Sant Andreu, que, gràcies a la nacionalitat de la majoria d'integrants, es va passar a conèixer com l'Escocès FC. Aquest equip va jugar la majoria dels seus partits al Velòdrom de la Bonanova, i té l'honor de ser el club amb la fotografia més antiga d'un club de futbol a Espanya. Tot i la curta trajectòria del club, de menys d'un any, Mauchan va destacar per la seva força i habilitat amb la pilota.

### FC Barcelona
Els futbolistes escocesos van causar una gran controvèrsia al futbol de finals del segle XIX i principis del segle XX. Degut a la decisió d'alguns de jugar alguns partits amb els rivals del FC Barcelona, el club va decidir vetar els jugadors escocesos a les seves files, però aquesta norma es va eliminar a l'assemblea del 27 de desembre del 1900, quan va anomenar socis honoraris a Mauchan, George Girvan i Alexander Black. Mauchan va jugar un total de 7 partits amb el club blaugrana i va marcar dos gols, sent un dels primers jugadors del FC Barcelona en competir en una competició oficial, la Copa Macaya de 1901.

### Darrers anys
Mauchan va tornar al Regne Unit abans de 1909, on es casa al 1912 amb Mabel Alice Sidney. Fruit d'aquest matrimoni va ser Vera Phyllis al 1913. La família Mauchan va viure a Bogotà i Buenos Aires, sent aquesta última ciutat on va néixer la seva filla. Finalment, Peter Mauchan va morir el 5 de novembre de 1943 a Halifax, Anglaterra.